# Coelandria smillieae
Coelandria smillieae é uma espécie de orquídea com flores pequenas e aglomeradas, mas bastante vistosas, que já esteve subordinada ao gênero Dendrobium. É originária da Malásia central até o norte de Queensland, na Austrália.